# B's
B's es un pueblo ubicado en el municipio de Kriva Palanka, en Macedonia del Norte.

## Superficie
Posee una superficie de 6,943 kilómetros cuadrados.

## Demografía
Hasta 2021 la población era de 29 habitantes, con una densidad de población de 4,177 habitantes por kilómetro cuadrado.